# Synurophyceae

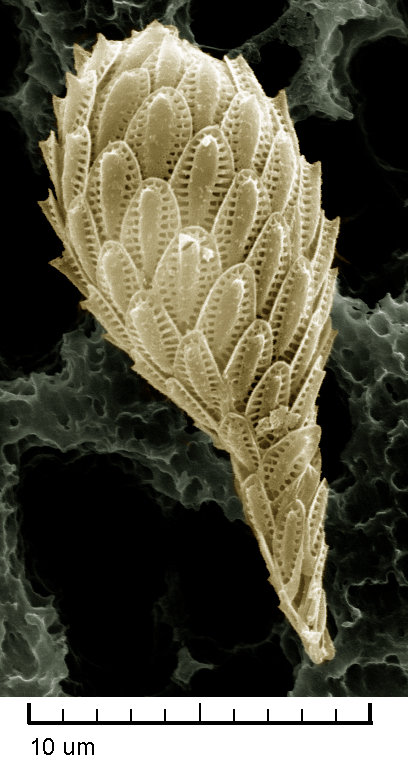
Uma célula de Synura petersenii, coberta por cerca de 50 escamas siliciosas.

Synurophyceae é um pequeno grupo de cerca de 200 espécies de algas microscópicas do filo Heterokontophyta, principalmente em água doce, caracterizadas por se apresentarem recobertas por escamas ou espículas siliciosos.

## Descrição
Conhecem-se cerca de 200 espécies destas algas, entre as quais predominam as formas unicelulares, ainda que possam também formar colónias palmeloides. São organismos fotossintéticos e geralmente apresentam dois cloroplastos, embora algumas vezes tenham apenas um, dividido em dois lóbulos. As células apresentam dois flagelos heterocontes, inseridos em paralelo e cuja ultra-estrutura é uma das características diferenciadoras do grupo. As escamas e espículas que recobrem a célula são formadas na superfície dos cloroplastos.
Os pigmentos dos cloroplastos incluem clorofilas a, c1, fucoxantina, violaxantina, antaxantina e neoxantina.
Estes organismos reproduzem-se assexual como sexualmente por meio de isogâmetos.
O grupo inclui dois géneros principais, que se dividem em espécies com base principalmente na estrutura das suas escamas. O género Mallomonas toma a forma de células individuais de vida livre, usualmente com comprimentos de 50-100 μm. Apresentam escamas adornadas e espículas dorsais generalmente longas. O género Synura vive em colónias esféricas, com as células orientadas de tal modo que os flagelos apontam para fora. Cada célula mede geralmente cerca de 30 μm de comprimento. As colónias são globulares, embora ocas, e as espículas dorsais são curtas quando estejam presentes. Ambos os géneros formam parte do plâncton comum em lagos e charcos.
Synurophyceae é um grupo próximo das Chrysophyceae (ou algas douradas), com as quais antigamente se agrupava na mesma classe. Foram segregadas para uma classe separada 1987, com base num estudo anterior de Cavalier-Smith.